# Rocky Lynch
Rocky Mark Lynch (1 de noviembre de 1994) es un músico estadounidense, más conocido como el guitarrista, uno de los cantantes, y compositor de la banda de pop rock estadounidense disuelta R5 y actualmente parte del dúo musical de pop rock alternativo The Driver Era junto a su hermano Ross Lynch.

## Primeros años
Nació y creció en Littleton, Colorado, como el tercero de cinco hijos de Stormie y Mark Lynch. Tiene cuatro hermanos, dos mayores y dos menores: Riker, Rydel, Ross, y Ryland.
Él y sus hermanos siempre han estado interesados en la música y después de que él mismo aprendiera a tocar la guitarra, le enseñó a sus hermanos, Riker y Ross, a tocar el bajo y la guitarra.

## Carrera
En 2009, a los 14 años, Rocky formó la banda R5 con sus tres hermanos Riker, Rydel, y Ross, y su amigo Ellington Ratliff. En el principio, comenzaron presentándose en varios lugares en el Sur de California. Además el 9 de marzo de 2010 lanzó un EP auto-editado titulado Ready Set Rock, que consiste en canciones escritas principalmente por él junto a sus hermanos Riker y Rydel.
Debido a que la popularidad de la banda aumentó en abril de 2012 dado que Ross obtuvo el papel protagónico en la serie Austin y Ally que lo catapulto como nueva estrella de Disney, la banda firmó un contrato discográfico con Hollywood Records y comenzó su mini gira debut.
A finales de 2012 grabó su primer EP Loud con R5, que fue lanzado el 19 de febrero de 2013. La canción del EP "Here Comes Forever" fue escrito por él junto con sus hermanos Riker y Ross.

## Discografía

### Con R5
Álbumes de estudio
- 2013: Louder
- 2015: Sometime Last Night

EP
- 2010: Ready Set Rock
- 2013: Loud
- 2014: Live in London
- 2014: Heart Made Up On You
- 2017: New Addictions

### Con The Driver Era
- 2019: X
- 2021: Girlfriend